# 朱莉娅·塞拉诺
朱莉娅·米歇尔·塞拉诺（英語：Julia Michelle Serano，1967年—）是一名美国作家、音乐家、口述艺术表演者、跨性别和双性恋活动家和生物学家。她以她的跨性别女权主义著作《Whipping Girl》（2007年）、《Excluded》（2013年）和《Outspoken》（2016年）最为人知。她也是一位多产的公开演讲者，在许多大学和会议上都做过演讲。她的著作常出现在酷儿、女权主义和流行文化杂志中。

## 个人生活
塞拉诺出生时指定性别为男性，而在1970年代末，她十一岁时第一次意识到她希望以女性身份生活。几年之后，她开始异装。起初，她只是自己私下异装，但最终她公开表明自己为“男性异装者”。塞拉诺于1994年在堪萨斯州居住时第一次参加了一个异装者支持小组。
不久之后，她搬到了旧金山湾区，并在那里于1998年遇到了她的妻子 Dani。大概是那时，她开始不止是认同自己为异装者，还是一名跨性别者和双性别人士。在2001年，她开始医学性别转换并自我认同为一名女跨性别者。

## 职业生涯

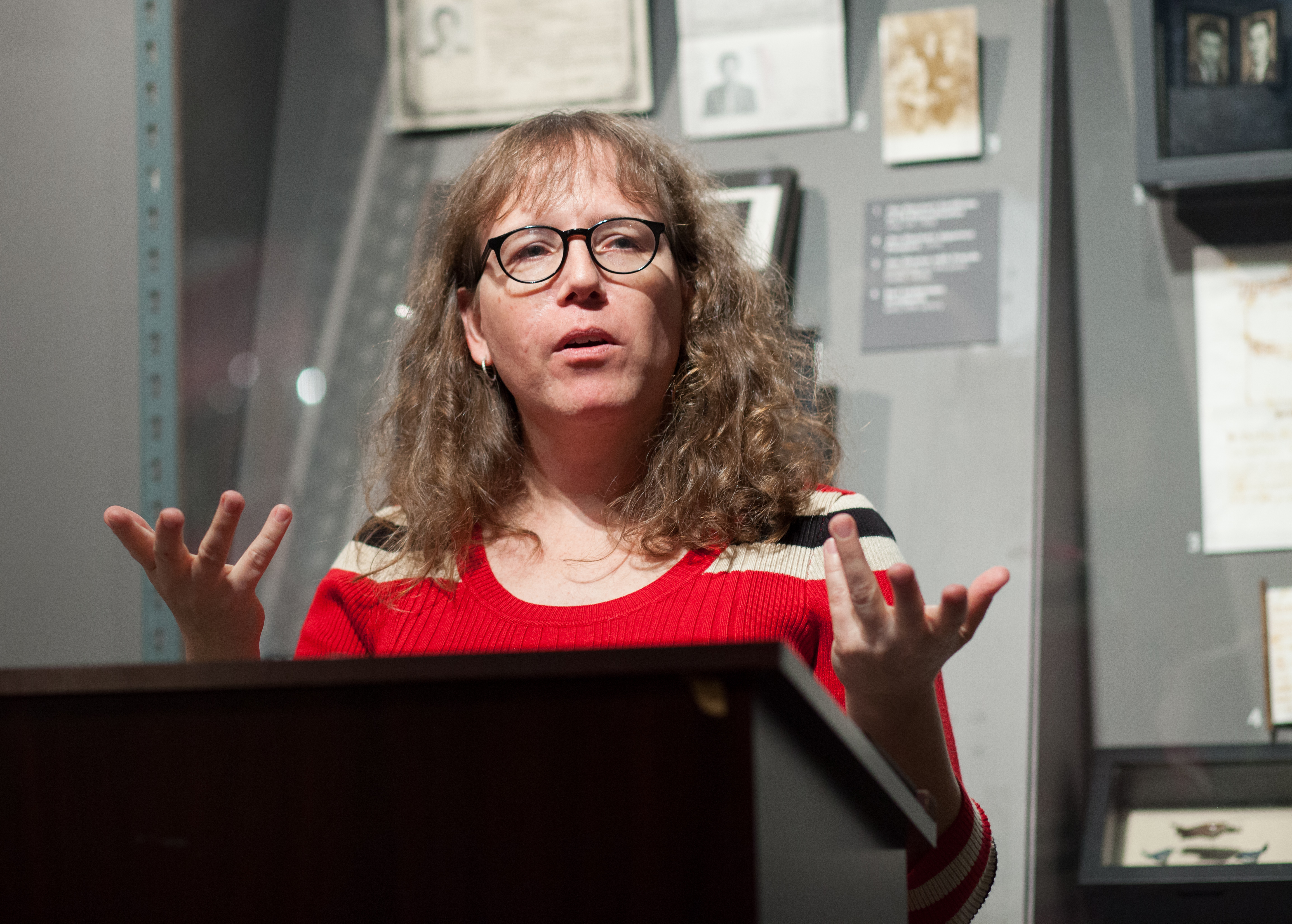
塞拉诺在旧金山GLBT博物馆发布《Whipping Girl》第二版。

塞拉诺在美国哥伦比亚大学取得了生物化学和分子生物物理学的博士学位。她在美国加州大学伯克利分校从事遗传学、发育和进化生物学研究17年。
塞拉诺是《Whipping Girl: A Transsexual Woman on Sexism and the Scapegoating of Femininity》一书的作者。她的第二本书，《Excluded: Making Feminist and Queer Movements More Inclusive》于2013年9月10日由Seal Press出版。她的第三本书，《Outspoken: A Decade of Transgender Activism and Trans Feminism》由她与 Switch Hitter Records 一同成立的 Switch Hitter Press 出版。《Outspoken》一书是2017年 Lambda 文学奖决赛入围作品。她于2020年同样由 Switch Hitter  出版的《99 Erics: a Kat Cataclysm faux novel》赢得了 Publishing Triangle 的2021年的 Edmund White 处女小说作品奖和独立出版商图书奖 LGBT+小说的银牌（英文：Independent Publisher Book Awards）。
她的作品常出现在酷儿、女权主义和流行杂志中，譬如《Bitch》、《Clamor》、《Kitchen Sink》、《LiP》、《make/shift》以及《Transgender Tapestry》。她的作品节选也曾出现在《旧金山纪事报》和全国公共广播电台中。
塞拉诺曾在多所大学和以酷儿、女权主义、心理学以及哲学为主题的会议上就跨性别者和女跨性别者议题发言。 她的著作也被美国各地性别研究课程作为教材使用。
塞拉诺是一位 slam 诗人，且在许多大学和活动中做过口述艺术表演。另外，从1997年到2000年代初，她曾在一个叫做 Bitesize 的乐队做吉他手和主唱，也曾录制过个人音乐作品。
塞拉诺还组织并主持一个叫做 GenderEnders 的主打跨性别、间性和性别酷儿艺术家及其盟友的作品的表演系列，并已经产出了 20 场演出。她还取得资金在2007年全国酷儿艺术节（英语：National Queer Arts Festival）策划了一个叫做“The Penis Issue: Trans and Intersex Women Speak Their Minds”的口述艺术的活动。
她于 Medium 网站上撰写关于社会正义的文章。她常写关于跨性别身份、LGBTQ+可见度和政治中的身份等主题的文章。

## 作品

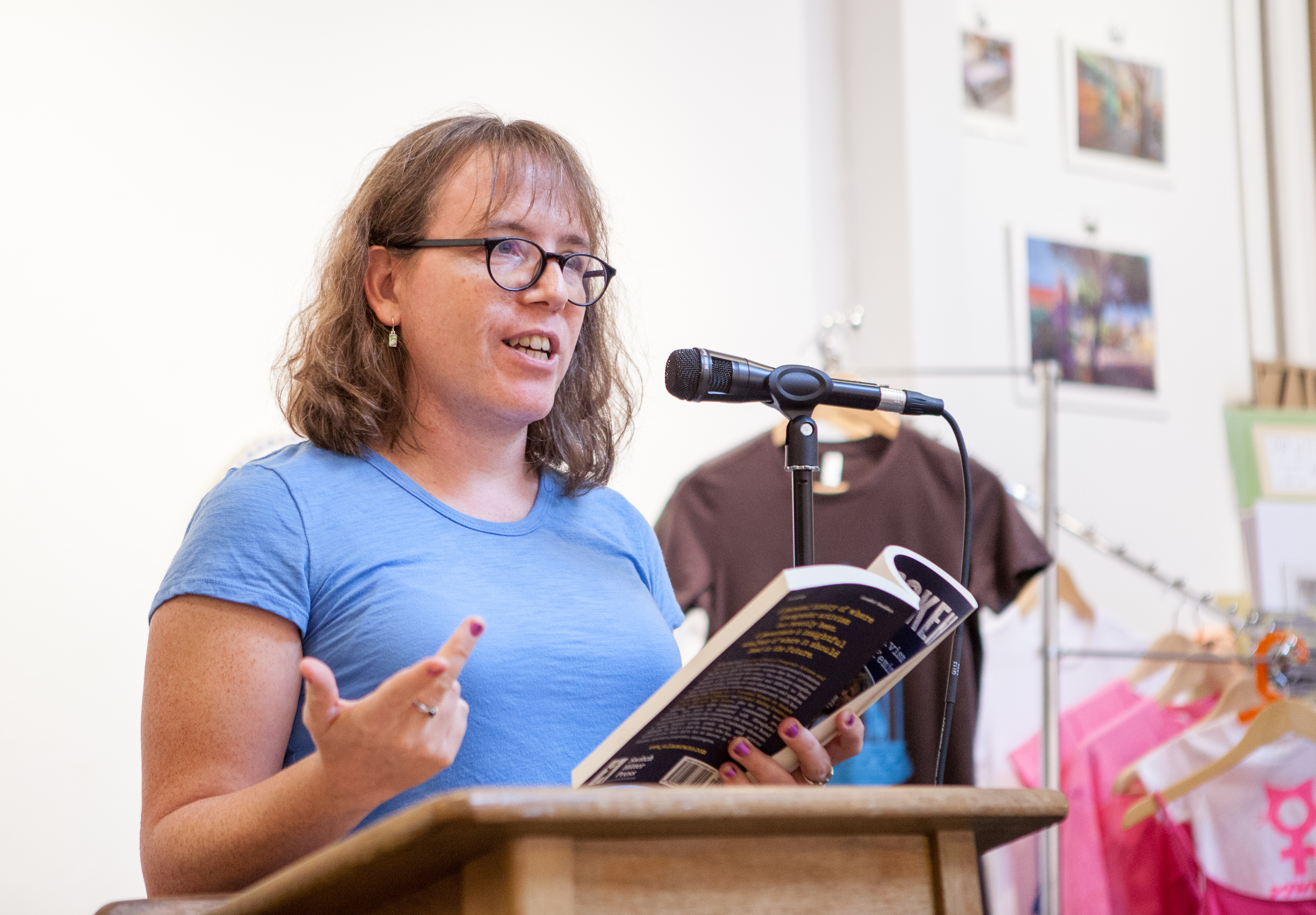
塞拉诺于2017年阅读她的著作《Outspoken》。

### 图书
- . Switch Hitter Press. 2002. OCLC 58926464.
- . Seal Press. 2007. ISBN 9781580051545. OCLC 81252738.
- Serano, Julia. . 2013. ISBN 978-1580055048.
- . Switch Hitter Press. November 2, 2016. ISBN 978-0996881005.
- . Switch Hitter Press. 2020. ISBN 978-0996881043.
- . Basic Books. May 17, 2022. ISBN 9781541674806.

### 选集
- Friedman, Jaclyn; Valenti, Jessica (编). . . Berkeley, Calif.: Seal Press. 2008: 227–240. ISBN 9781580052573. OCLC 227574524.
- Diamond, Morty (编). . . San Francisco: Manic D Press. 2011. ISBN 9781933149561. OCLC 709681495.